# C-137同温层运输机
波音公司C-137飞机（英語：Boeing C-137 Stratoliner）是一架设计来源于波音707客机的VIP运输机，目前归美国空军使用。其他国家也购买了两种新型的波音707用于军事用途，其任务主要是VIP或空中加油。另外，波音707型机还担当了几个专业特殊版本，如E-3“望楼”预警飞机。以及C-18后来还涵盖了许多的变体设计都是基于707-320B/C系列。

## 使用者
巴西
- 巴西空军

 伊朗
- 伊朗伊斯兰共和国空军

 美国
- 美国空军